# Kapelle Gutmannseichen

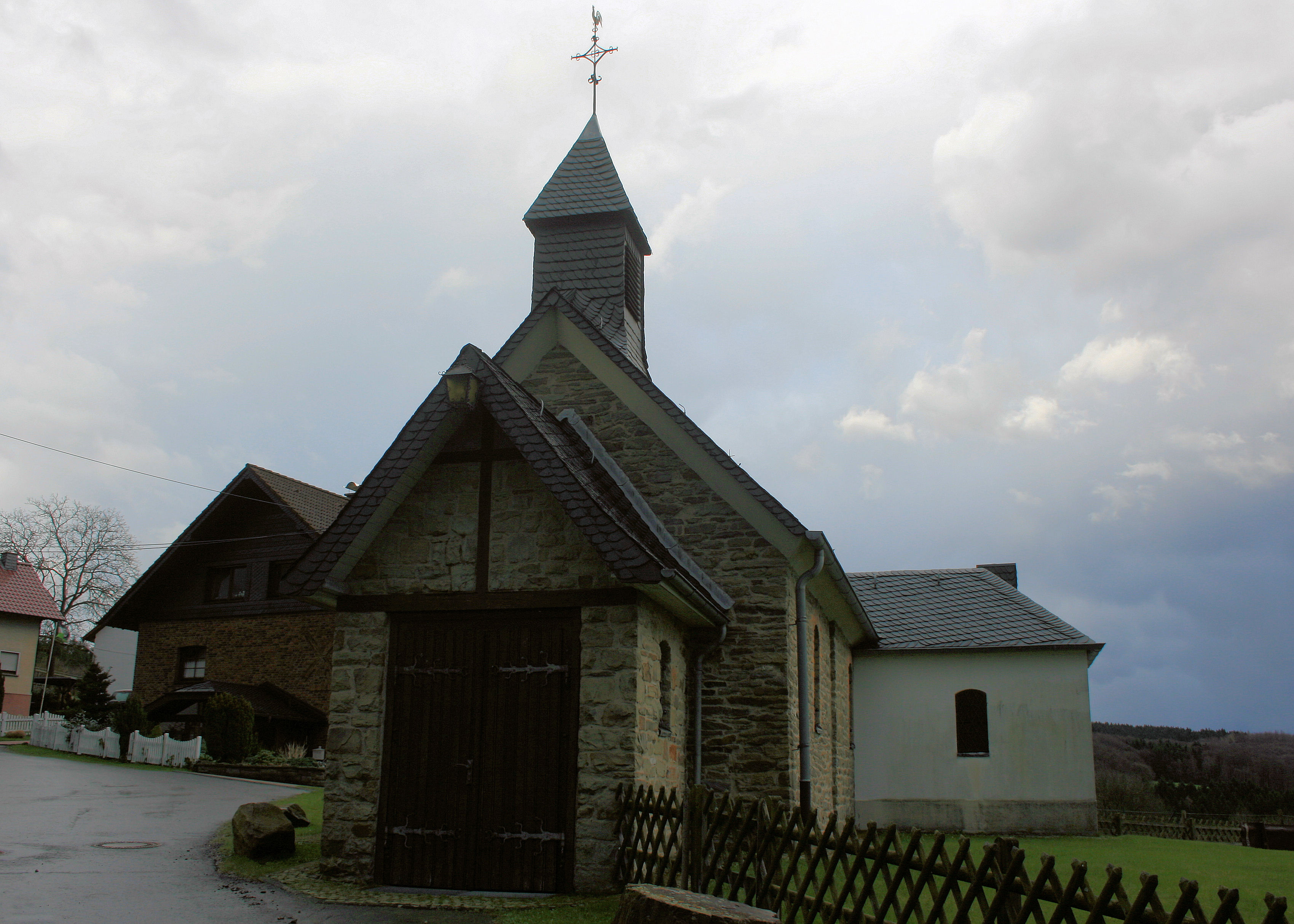
St.-Josefs-Kapelle

Die Kapelle Gutmannseichen ist eine Kapelle in der Windecker Ortschaft Gutmannseichen auf der Herchener Höhe. Sie ist dem heiligen Josef geweiht.

## Einweihung
1752 erhielt der Pfarrer von Herchen die Erlaubnis simoliciter benedicendi sacellum in Gutmans Eichen parrochiae in Herchen, d. h. die Kapelle einzuweihen und an Werktagen dort auf einem Tragaltar das Messopfer zu feiern.

## Beschreibung
Das aus Grauwacke errichtete Langhaus hat einen dreiteiligen Chorabschluss. Vor dem Langhaus ist ein Windfang errichtet, rechtsseitig eine Sakristei angebaut. Das Dach mit dem Dachreiter ist verschiefert.
Im Türsturz befindet sich die Inschrift: „Geh mit Josef“. Der Innenraum ist mit einer Holzdecke verkleidet, die Seitenwände mit Malereien verziert. Linksseitig im Windfang befindet sich ein Bild der heiligen Familie, rechtsseitig ein sterbender Mann, umschwebt von Jesus und drei Engeln. Im Kirchenschiff befindet sich linksseitig ebenfalls ein Bild der heiligen Familie, rechts ein Bild von den Aposteln Petrus und Paulus. In der Chorapsis ist ein Bildnis von Gott über einem Altar mit barockem Altaraufsatz. Dieser hat sechs Säulen und entstand vermutlich zur Bauzeit der Kapelle. Daneben steht eine Figur des heiligen Josef.

## Denkmalschutz
Die Kapelle ist unter der N. A115 in die Liste der Baudenkmäler in Windeck eingetragen.